# Mlekara (Subotica)
Mlekara je poduzeće iz Subotice. Proizvodi mlijeko, mliječne proizvode i mliječne prerađevine. Po vlasničkoj strukturi je dioničko društvo.
Sjedište se nalazi na adresi Tolminska 10, Subotica.

## Povijest
Osnovana je 4. ožujka 1955. godine pod imenom samostalna privredna organizacija "Zadružna mlekara". Planirano je opskrbljuje grad Suboticu mlijekom i mliječnim proizvodima. Zapošljavala je dvadesetak ljudi. Inventar je bio svega par mljekarskih kanta, od prijevoznih sredstava samo jedna konjska zaprega, od osnovnih srestava samo jedan parni kotao i jedno postrojenje za led.
Studenog 2003. je potpisala ugovor s međunarodnom financijskom korporacijom Salford. Salfor je time postao većinski vlasnik. Uz već kupljeni beogradski »Imlek«, novosadsku, zrenjaninsku i zaječarsku mljekaru, postao je vlasnik 50% mljekarske proizvodnje u Srbiji. U trenutku preuzimanja subotička je mljekara bila tvrtka jedna od najuspješnijih u Subotici, sjevernobačkoj regiji i u okvirima čitave Srbije.
Salfordu je investicijski fond sa sjedištem u Londonu, a njegov holding Balkan Dairy Product B.V., ima sjedište u Nizozemskoj, preko kojeg je vlasnik brojnih mljekara u Srbiji, Bosni i Hercegovini te Makedoniji.

## Vanjske poveznice
- (srpski) Subotica.com Mlekara Subotica
- Tehnologijahrane.com
- (srpski) [neaktivna poveznica] Mlekara Subotica